# نیلوفر آبی لوتوس سرخ
 نیلوفر آبی لوتوس سرخ(نام علمی: Nymphaea zenkeri) نام یک گونه از سرده نیلوفر آبی است.